# Cratere Yoshikawa
Yoshikawa  è un cratere sulla superficie di Mercurio.